# Cacia suturefasciata
Cacia suturefasciata là một loài bọ cánh cứng trong họ Cerambycidae.